# Jack Kehoe
Jack Kehoe (Queens, 21 november 1934 – Hollywood Hills, 14 januari 2020) was een Amerikaans acteur.

## Biografie
Jack Kehoe werd in 1934 geboren in Astoria, een buurt in Queens (New York. Na high school sloot hij zich voor een periode van drie jaar aan bij de 101e Luchtlandingsdivisie. Nadien had hij verschillende baantjes en volgde hij een acteeropleiding bij de toneelschool van docente Stella Adler.
Kehoe begon zijn carrière in de theaterwereld. Zo speelde hij op Broadway mee in The Ballad of the Sad Cafe (1963) en The Basic Training of Pavlo Hummel (1977). In 1971 maakte hij als de barman in de misdaadkomedie The Gang That Couldn't Shoot Straight zijn filmdebuut. In de jaren zeventig en tachtig werd Kehoe vooral bekend van zijn bijrollen in succesvolle films als Serpico (1973), The Sting (1973), Reds (1981), The Untouchables (1987) en Midnight Run (1988).
Zijn laatste rol was die van politie-inspecteur in de thriller The Game (1997). Nadien ging hij op pensioen. Hij overleed in 2020 op 85-jarige leeftijd na een beroerte.

## Filmografie

### Film
- The Gang That Couldn't Shoot Straight (1971)
- The Friends of Eddie Coyle (1973)
- Serpico (1973)
- The Sting (1973)
- Law and Disorder (1974)
- Car Wash (1976)
- The Fish That Saved Pittsburgh (1979)
- On the Nickel (1980)
- Melvin and Howard (1980)
- Reds (1981)
- The Ballad of Gregorio Cortez (1982)
- The Star Chamber (1983)
- Two of a Kind (1983)
- The Pope of Greenwich Village (1984)
- The Wild Life (1984)
- The Killers (1984)
- The Little Sister (1985)
- Flight of the Spruce Goose (1986)
- The Untouchables (1987)
- D.O.A. (1988)
- Midnight Run (1988)
- Dick Tracy (1990)
- Young Guns II (1990)
- Servants of Twilight (1991)
- Falling Down (1993)
- The Paper (1994)
- Gospel According to Harry (1994)
- The Game (1997)

### Televisie
- A Hatful of Rain (1968)
- N.Y.P.D. (1969)
- Shell Game (1975)
- Most Wanted (1979)
- Chicago Story (1981)
- American Playhouse (1982)
- Quincy M.E. (1982)
- Call to Glory (1984)
- Miami Vice (1985)
- Scarecrow and Mrs. King (1985)
- Murder, She Wrote (1985)
- Fame (1985)
- The Twilight Zone (1985)
- A Winner Never Quits (1986)